# サヘート・マヘート
サヘート・マヘート（Saheth-Maheth)とは、仏教八大聖地の一つで、隣接した二つの遺跡群をまとめた呼称。ヒンドスタン平原の中、ガンジス川の支流ラプチ川に接している。現在はインドのウッタル・プラデーシュ州に位置し、ニューデリーからほぼ東へ600km、ネパールとの国境に近い。
両遺跡は19世紀の半ば頃、イギリス人の考古学者アレクサンダー・カニンガムによって発見された。日本からは1986年から関西大学が現地政府の協力を得、日印学術調査隊という形で発掘に参加している。
サヘート遺跡は漢訳仏典で言うところの祇園精舎、マヘート遺跡は舎衛城（シュラーヴァスティー）に当たるのではないかとされている。仏教経典では釈迦説法の場所として冒頭に「祇樹給孤独園」と記されたものが多い。略称である祇園精舎は、『平家物語』冒頭の有名な「祇園精舎の鐘の声、諸行無常の響あり・・」の書き出しで日本でも広く知られている。舎衛城は釈迦在世当時の有力大国コーサラ国の首都で、祇園精舎はコーサラ国の長者スダッタ（須達）とジェータ（祗陀）太子の寄進によって出来た園とされている。